# Grametten
Grametten ist eine Ortschaft und eine Katastralgemeinde der Gemeinde Reingers im Bezirk Gmünd in Niederösterreich mit 47 Einwohnern (Stand 1. Jänner 2024).

## Geografie
Die Streusiedlung liegt unmittelbar südlich der Staatsgrenze zu Tschechien, wo die Waidhofener Straße endet und in Tschechien als Staatsstraße 128 weitergeführt wird. Am 1. April 2020 umfasste die Ortschaft 43 Adressen. Die südwestlich anschließende Griesbach-Gramett-Siedlung befindet sich zur Gänze in Griesbach.

## Geschichte
Die Streusiedlung Grametten wurde in der ersten Hälfte des 18. Jahrhunderts wiederbesiedelt. In den Sterbematriken wird der Ort ab den 1730er-Jahren erwähnt. Ab 1731 werden die neugestifteten Hütten von Grametten im Grundbuch erwähnt. Der Ort zählte zur Herrschaft Litschau. Im Jahr 1822 wurde der Ort mit zehn einzelnen Häusern genannt, die nach Reingers eingepfarrt waren, wohin auch die Kinder eingeschult wurden. Die Herrschaft Litschau besaß die Ortsobrigkeit, übte die Landgerichtsbarkeit aus, besorgte die Konskription und hatte die Grundherrschaft inne.
Laut Adressbuch von Österreich waren im Jahr 1938 in Grametten ein Gastwirt, ein Gemischtwarenhändler, ein Schneider und mehrere Landwirte ansässig. Außerhalb des Ortes bestand eine Ziegelei. Bis zur Eingemeindung nach Reingers war der Ort ein Teil der damaligen Gemeinde Illmanns.

## Siedlungsentwicklung
1751 zählte Grametten 10 untertänige Häuser.
Zum Jahreswechsel 1979/1980 befanden sich in der Katastralgemeinde Grametten insgesamt 36 Bauflächen mit 17.376 m² und 10 Gärten auf 4.330 m², 1989/1990 waren es ebenso 36 Bauflächen. 1999/2000 war die Zahl der Bauflächen auf 124 angewachsen und 2009/2010 waren es 74 Gebäude auf 112 Bauflächen.

## Landwirtschaft
Die Katastralgemeinde ist landwirtschaftlich geprägt. 106 Hektar wurden zum Jahreswechsel 1979/1980 landwirtschaftlich genutzt und 25 Hektar waren forstwirtschaftlich geführte Waldflächen. 1999/2000 wurde auf 92 Hektar Landwirtschaft betrieben und 36 Hektar waren als forstwirtschaftlich genutzte Flächen ausgewiesen. Ende 2018 waren 82 Hektar als landwirtschaftliche Flächen genutzt und Forstwirtschaft wurde auf 39 Hektar betrieben. Die durchschnittliche Bodenklimazahl von Grametten beträgt 19,1 (Stand 2010).